# Gyllene timmen (medicin)
Golden hour eller den gyllene timmen är ett begrepp inom intensivvården, där man observerat att snabba åtgärder och operationer minskar antalet döda och skadade efter olyckor. Något bra vetenskapligt stöd för att just sextio minuter skulle vara en avgörande gräns finns dock inte. Termen används inom Advanced Trauma Life Support (ATLS), de principer som gäller vid akut omhändertagande av traumafall.